# 島根県道186号美郷大森線
島根県道186号美郷大森線（しまねけんどう186ごう みさとおおもりせん）は、島根県邑智郡美郷町から大田市に至る一般県道である。

## 概要
邑智郡美郷町別府から大田市水上町福原に至る。

### 路線データ
- 起点：邑智郡美郷町別府（国道375号交点）
- 終点：大田市水上町福原（島根県道31号仁摩邑南線交点）

## 歴史
- 1958年（昭和33年）6月13日 - 島根県告示第525号により島根県道邑智大森線として認定される[1]。
- 1972年（昭和47年） - 島根県の県道番号再編（固定番号付与）により島根県道186号邑智大森線に改称する。
- 2004年（平成16年）10月1日 - 邑智郡の邑智町と大和村が対等合併して邑智郡美郷町が成立したことに伴い起点の地名表記が変更される（邑智郡邑智町別府→邑智郡美郷町別府）。
- 2006年（平成18年）3月31日 - 島根県告示第363号により現行の路線名称に改称する[1]。

## 路線状況
国道375号と石見銀山を短絡する路線ではあるが、未整備箇所が多い。また、案内も不十分である。
終点は大田市水上町福原であり、大田市大森町ではないが、1951年（昭和26年） - 1956年（昭和31年）の5年間水上地区は邇摩郡大森町の一部になっており、路線名称に大森を入れたのはその名残りとも言える。

## 地理

### 通過する自治体
- 島根県
  - 邑智郡美郷町 - 大田市

### 交差する道路
| 交差する道路                                       | 市町村名 | 市町村名 | 交差する場所 | 交差する場所 |
| -------------------------------------------------- | -------- | -------- | ------------ | ------------ |
| 国道375号                                          | 邑智郡   | 美郷町   | 別府         | 起点         |
| 島根県道291号別府川本線                            | 邑智郡   | 美郷町   | 別府         |              |
| 島根県道31号仁摩邑南線 島根県道46号大田桜江線 重複 | 大田市   | 大田市   | 水上町福原   | 終点         |

### 沿線
- 中国自然歩道